# Canottaggio ai XVII Giochi del Mediterraneo - Singolo pesi leggeri maschile
Le gare di canottaggio nella categoria singolo pesi leggeri maschile si sono tenute tra il 21 e il 23 giugno 2013 alla Diga di Seyhan, a nord di Adana.

## Calendario
Fuso orario EET (UTC+3).
| Date      | Time  | Round    |
| --------- | ----- | -------- |
| 21 giugno | 10:20 | Batterie |
| 23 giugno | 10:30 | Finale A |

## Risultati

### Batteria 1
| Pos. | Atleta              | Paese    | Tempo   | Note     |
| ---- | ------------------- | -------- | ------- | -------- |
| 1    | Pietro Ruta         | Italia   | 7:05.97 | Finale A |
| 2    | Rajko Hrvat         | Slovenia | 7:09.69 | Finale A |
| 3    | Hüseyin Kandemir    | Turchia  | 7:15.25 | Finale A |
| 4    | Panagiotis Magdanis | Grecia   | 7:20.63 | Finale A |
| 5    | Aymen Mejri         | Tunisia  | 7:31.78 | Finale A |
| 6    | Sidali Boudina      | Algeria  | 7:49.99 | Finale A |

### Finale A
| Pos. | Atleta              | Paese    | Tempo   |
| ---- | ------------------- | -------- | ------- |
|      | Pietro Ruta         | Italia   | 7:02.10 |
|      | Hüseyin Kandemir    | Turchia  | 7:06.81 |
|      | Panagiotis Magdanis | Grecia   | 7:09.65 |
| 4    | Rajko Hrvat         | Slovenia | 7:17.18 |
| 5    | Aymen Mejri         | Tunisia  | 7:23.28 |
| 6    | Sidali Boudina      | Algeria  | 7:35.16 |